# Dublin (Georgia)
Dublin es una ciudad ubicada en el condado de Laurens en el estado estadounidense de Georgia. En el censo de 2000, su población era de 15.857.

## Demografía
En el 2000 la renta per cápita promedia del hogar era de $28 532, y el ingreso promedio para una familia era de $36 463. El ingreso per cápita para la localidad era de $16 560. Los hombres tenían un ingreso per cápita de $30 830 contra $21 553 para las mujeres.

## Geografía
Dublin se encuentra ubicado en las coordenadas 32°32′15″N 82°55′6″O / 32.53750, -82.91833 (30.989643, -82.870653).
Según la Oficina del Censo, la localidad tiene un área total de 34,4 km² (13,3 mi²), de la cual 34,2 km² (13,2 mi²) es tierra y 0,2 km² (0 mi²) (0.10%) es agua.